# Robert Sawina
Robert Sawina (ur. 27 maja 1971 w Toruniu) – polski żużlowiec i trener sportu żużlowego.

## Życiorys
Sawina zdał licencję żużlową w 1987 w barwach toruńskiego Apatora, dla którego jeździł do 1993. W sezonach 1994-1995 reprezentował Wybrzeże Gdańsk, w latach 1996-1999 punktował dla Startu Gniezno, a w latach 2000-2001 jeździł dla WTS-u Wrocław. W sezonie 2002 wrócił do swojego macierzystego Apatora, w którym jeździł do 2003. W 2004 zaliczył epizod w pierwszoligowym GTŻ Grudziądz. W sezonie 2005 startował w Polonii Bydgoszcz, gdzie był jednym z liderów zespołu. Kolejny sezon nie był już tak udany i Sawina zdobywał o wiele mniej punktów niż w 2005. Było to jednym z powodów podjęcia decyzji o zakończeniu kariery zawodniczej, którą ogłosił 20 stycznia 2007 na antenie Radia PiK.
W maju 2007 został menadżerem Wybrzeża Gdańsk, a do jego zakresu obowiązków należało m.in. zestawienie par i prowadzenie drużyny w czasie meczu.
9 czerwca 2009 na torze w Zielonej Górze Robert Sawina odnowił certyfikat uprawniający do uprawiania sportu żużlowego. W 2010 postanowił wrócić do żużla i w barwach Holdikomu Ostrovia wystąpił przeciwko Lubelskiemu Węglowi, gdzie zdobył 4 punkty w 4 startach. 8 marca 2011 został menedżerem sportowym bydgoskiej Polonii. Funkcję tę pełnił z przerwami do 30 sierpnia 2012.

## Osiągnięcia
Indywidualne Mistrzostwa Polski:
- 1992 – 3. miejsce
- 2001 – 2. miejsce

Mistrzostwa Polski Par Klubowych:
- 1991 – 3. miejsce
- 1992 – 3. miejsce
- 1996 – 2. miejsce
- 2001 – 1. miejsce
- 2002 – 2. miejsce

Drużynowe Mistrzostwa Polski:
- 1990 – 1. miejsce
- 1991 – 3. miejsce
- 1992 – 3. miejsce
- 1993 – 3. miejsce
- 2005 – 2. miejsce

Młodzieżowe Indywidualne Mistrzostwa Polski:
- 1990 – 5. miejsce
- 1991 (Toruń) – 3. miejsce
- 1992 (Tarnów) – 2. miejsce

Młodzieżowe Mistrzostwa Polski Par Klubowych:
- 1990 (Toruń) – 1. miejsce
- 1991 (Gorzów Wlkp.) – 1. miejsce
- 1992 (Toruń) – 1. miejsce

Srebrny Kask:
- 1991 – 3. miejsce
- 1992 – 3. miejsce

Złoty Kask:
- 1999 – 2. miejsce
- 2001 – 2. miejsce

Drużynowy Puchar Polski:
- 1995 – 5. miejsce (z Wybrzeżem Gdańsk)

## Inne ważniejsze turnieje
Memoriał Edwarda Jancarza w Gorzowie Wlkp.
- 1993 - 13. miejsce - 5 pkt → wyniki
- 1999 - 2. miejsce - 11+2 pkt → wyniki
- 2001 - 3. miejsce - 10+1 pkt → wyniki